# MARCO La Boca
El Museo de Arte Contemporáneo de La Boca, conocido como MARCO La Boca, es un museo argentino de artes plásticas y visuales fundado en septiembre de 2019, perteneciente a la Fundación Tres Pinos. Se encuentra ubicado en la Ciudad Autónoma de Buenos Aires, Argentina, en el denominado «Distrito de las Artes» del barrio de La Boca. Es una institución privada sin ánimo de lucro, creada con el objetivo de desarrollar programas y promover el acceso del público al arte.

## Historia
MARCO La Boca fue inaugurado el 29 de septiembre de 2019 con la instalación Rep(ub)lica del artista Alexis Minkiewicz. Funciona en un edificio, declarado y protegido como patrimonio histórico, ubicado en la avenida Almirante Brown, en el barrio de La Boca de la ciudad de Buenos Aires, capital de Argentina.
El museo fue proyectado como un espacio de trabajo y exhibición de artistas contemporáneos, a su vez que desarrolla exposiciones temporarias de la colección de arte perteneciente a la Fundación Tres Pinos, la que incluye más de 1 000 obras entre objetos, dibujos, pinturas, esculturas, grabados, instalaciones, historietas y fotografías.
Entre los artistas argentinos que forman parte de la colección, se encuentran: Carlos Alonso, Antonio Berni, Gabriel Chaile, Carlos Cima, Juan Doffo, León Ferrari, Lucio Fontana, Gachi Hasper, Gyula Kosice, Julio Le Parc, Marta Minujín, Marcia Schvartz, Juan Stoppani, Nicolás García Uriburu, entre otros; además, con obras de artistas internacionales como Robert Delaunay, Osvaldo Guayasamín, Kazimir Malevich, Roberto Matta o Takashi Murakami.
El espacio que alberga al museo cuenta con 700 metros cuadrados, dos salas para instalaciones y exposiciones, una confitería y una tienda especializada en publicaciones de arte contemporáneo, obras gráficas de artistas y objetos de diseño.
MARCO mantiene un calendario anual de exposiciones e instalaciones temporales, a la vez que funciona como una iniciativa diversa en la producción de actividades culturales y educativas.
En 2021, la instalación Trama Sinfónica contó con la exposición de la obra inédita «SIN-fonía» (pintura sobre tela), del reconocido artista plástico argentino: Luis Felipe Noé. La muestra contó con la curaduría conjunta de la Fundación Luis Felipe Noé y la Fundación Tres Pinos.

## Edificio
Durante 2014, se inició la puesta en valor y la restauración de un edificio protegido patrimonialmente por el Gobierno de la Ciudad de Buenos Aires, ubicado en la avenida Almirante Brown al 1 000, para crear el Museo de Arte Contemporáneo de La Boca. El inmueble fue construido en 1913 -allí funcionaba la sala de cine Kalisay- y proyectado por el arquitecto francés: Alfred Massüe. Es estilo estilo art nouveau y contiene características del art decó. La planta baja del edificio tiene una superficie de 350 metros cuadrados, con un espacio rectangular en cuyo centro se eleva una lucarna como principal ingreso de luz cenital. A su vez, se incorporó un nivel superior para las salas de exposiciones.

## Exposiciones
- Rep(ub)lica (2019), de Alexis Minkiewicz.[5]
- Bomba de Brillo/Espectacular (2020), de Cynthia Cohen.[11]
- Futuras Cavernas (2020), de Ana Clara Soler.[11]
- Stoppani-Legavre: De París a Buenos Aires (2020), de Juan Stoppani y Jean Yves Legavre.[12][13]
- El Atajo (2021), de José Luis Landet.[10]
- Trama Sinfónica (2021)[14]
- Un Dibujo (2022), de Ernesto Ballesteros.[15][16]

## Fundación Tres Pinos
Es una organización sin ánimo de lucro, con sede en Argentina y de gestión autónoma, creada en 2006. Se constituyó con el objetivo de generar y desarrollar actividades artísticas y culturales, centralizando éstas, desde 2019, en el Museo de Arte Contemporáneo del barrio de La Boca, Ciudad Autónoma de Buenos Aires, a partir de la recuperación y refuncionalización de un edificio patrimonial de principios del siglo XX. En 2023, a su vez, inauguró un proyecto escultórico al aire libre en la localidad de Cañuelas, provincia de Buenos Aires, denominado MuseoCampo.

## Cómo llegar
Se puede acceder a través de varias líneas de colectivos urbanos de la Ciudad Autónoma de Buenos Aires, cuyos recorridos contemplan la circulación por el barrio de La Boca: 20 25 29 33 46 53 64 86 129 152 159 168

## Horarios
Las instalaciones del museo permanecen abiertas de 9h-19h, de miércoles a domingo.